# Al-Seeb-Stadion
Das Al-Seeb-Stadion (arabisch ملعب السيب الرياضي, englisch Seeb Sports Stadium) ist ein Fußballstadion im Stadtteil Sib der omanischen Hauptstadt Maskat. Es ist die Heimstätte der Fußballclubs Seeb Club, al-Rustaq SC, al-Shabab sowie des Fanja SC. 

## Geschichte
Die 2004 eingeweihte Anlage hat ein Fassungsvermögen von 8.000 Zuschauern (nach anderen Quellen sind es 14.000). Es bietet 38 V.I.P.-Plätze und 54 Presseplätze. Das etwas außerhalb von Maskat gelegene Al-Seeb-Stadion ist das größte reine Fußballstadion, ohne Leichtathletikanlage um das Spielfeld, der omanischen Hauptstadt. Außer einer kleinen Überdachung in der Mitte der Haupttribüne, befinden sich die Zuschauerplätze unter freiem Himmel. Die vier einzeln stehenden Ränge sind komplett mit verschiedenfarbigen Kunststoffsitzen (rot, grün und blau) bestückt. Die Sportstätte wird von einer Flutlichtanlage auf vier Masten in den offenen Stadionecken beleucht. Auf der Hintertortribüne im Norden thront eine Anzeigetafel. Neben dem Naturrasenspielfeld im Stadion verfügt die Anlage über einen Trainingsplatz mit Kunstrasen.
2013 fanden Partien der U-22-Fußball-Asienmeisterschaft im Al-Seeb-Stadion statt. Es war einer von drei Austragungsorte der CISM World Football Trophy 2017. Die omanische Fußballnationalmannschaft wie die syrische Fußballnationalmannschaft nutzen das Al-Seeb-Stadion als eines der Spielstätten für die Qualifikationsspiele zur Fußball-Weltmeisterschaft 2018.